# Clayton McMichen

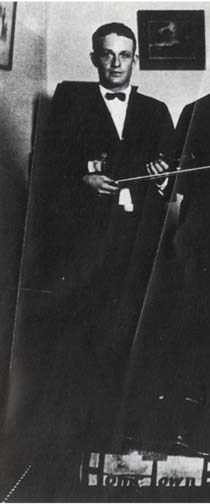
Clayton McMichen, um 1925

Clayton „Mac“ McMichen (* 26. Januar 1900 in Allatoona, Georgia; † 4. Januar 1970) war ein US-amerikanischer Old-Time und späterer Country-Musiker. McMichen nahm während seiner Karriere zahlreiche Platten auf und gilt als ein Vorläufer des Western Swings.
McMichen begann seine Laufbahn als professioneller Musiker Anfang der 1920er-Jahre als traditioneller Old-Time-Fiddler, auch wenn bereits damals Einflüsse des Jazz zu erkennen waren. Zwischen 1926 und 1931 erlangte er als Mitglied der Band Gid Tanner and his Skillet Lickers Berühmtheit, wandte sich aber von den alten musikalischen Gegebenheiten der anderen Mitglieder ab und entwickelte einen urbaneren Stil mit seiner eigenen Band.

## Leben

### Kindheit und Jugend
Clayton McMichen zufolge kam seine Familie ursprünglich aus Schottland und wanderte wahrscheinlich Anfang des 19. Jahrhunderts in die USA aus, wo sie sich im Paulding County, Georgia, niederließen. Clayton McMichen wurde 1900 in der kleinen Stadt Allatoona, Georgia, geboren, einer kleinen Gemeinde ungefähr 40 Meilen nordöstlich von Atlanta.
McMichens Vater Mitchell war ein professioneller Violinist und spielte in der Stadt in einem Hotel; sein Repertoire umfasste entgegen dem ländlichen Umfeld, in dem die McMichens lebten, vor allem Wiener Walzer. Der junge McMichen lernte anfangs aber nicht von seinem Vater das Fiddlespielen, da dieser seine Violine vor ihm versteckte und ihm verbot, darauf zu spielen. Vielmehr wurde McMichen im Alter von elf Jahren von einem schwarzen Musiker beeinflusst, den die Familie „Uncle“ nannte. Durch ihn wurde McMichen an die Fiddle gebracht und erlernte sein erstes Stück, das Traditional Sally Goodin’.
McMichen übte daraufhin heimlich auf der Geige seines Vaters, während dieser zur Arbeit ging. Eines Tages hörte er McMichen spielen und war so beeindruckt, dass er ihm eine eigene Fiddle schenkte. Ab diesem Zeitpunkt waren es sein Vater und seine Onkel, die ihm das Spielen beibrachten. Auch lokale Barn Dances, zu denen sich die Gemeinde traf und auf denen sein Vater von Zeit zu Zeit spielte, hatten einen großen Einfluss auf McMichen. 1913 zog die McMichen-Familie nach Atlanta, wo der 13 Jahre alte McMichen einen Job als Automechaniker annahm. 1922 gewann er den zweiten Platz bei den Atlanta Fiddlers’ Conventions, einem jährlich stattfindenden Fiddle-Wettbewerb. Es ist durchaus möglich, dass McMichen hier auf viele Musiker stieß, mit denen er später zusammenarbeiten sollte.

### 1922–1925: Anfänge

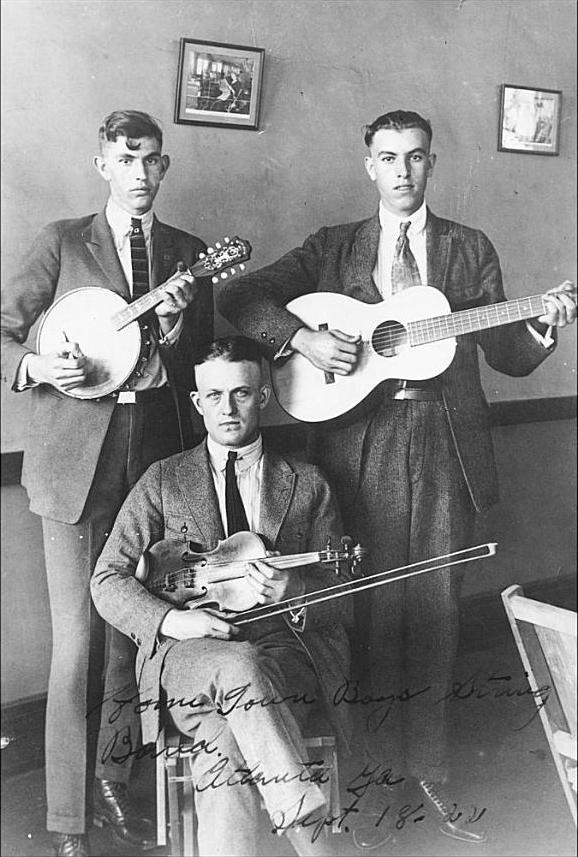
Clayton McMichen & the Home Town Boys: Charlie Whitten, Mike Whitten und Clayton McMichen (sitzend) am 18. September im WSB Studio. Es fehlen Boss und Ted Hawkins, die ebenfalls während des ersten Auftrittes im Radio dabei waren.

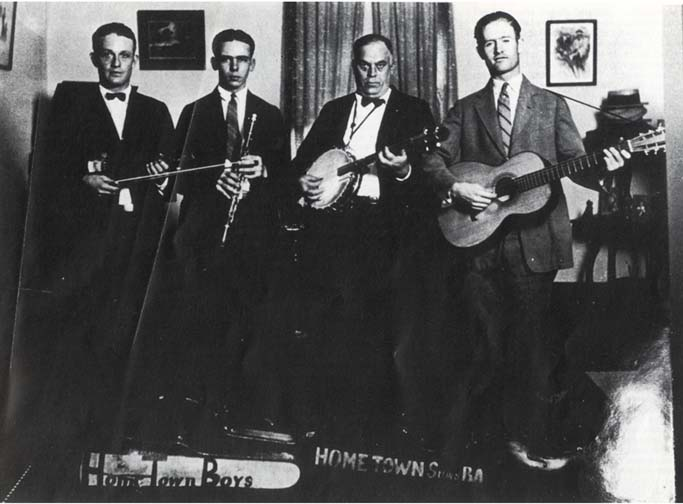
Eine spätere Besetzung der Home Town Boys: Clayton McMichen, Robert Stephens, Bob Stephens, Lowe Stokes (hier an der Gitarre)

Noch im selben Jahr trat McMichen erstmals im Radio auf. Sechs Monate nachdem der Sender WSB in Atlanta auf Sendung gegangen war, erschien McMichen zusammen mit den Home Town Boys, zu diesem Zeitpunkt bestehend aus den Whitten Brothers (Charles und Mike Whitten) und den Hawkins Brothers (Boss und Ted Hawkins), erstmals im Programm der Radiostation. Es war der 18. September und McMichen hatte für seinen Auftritt Jazz- und Pop-Nummern wie Alabama Jubilee, Dapper Dan und The Sunshine of Your Smile ausgesucht – traditionelle Breakdowns waren nicht in Sicht. Ähnlich verhielt es sich zwei Tage danach, als McMichen und die Home Town Boys – wieder auf WSB – Ring Waltz, Sweet Bunch of Daisies und den bekannten St. Louis Blues zum Besten gaben. Bereits in dieser frühen Phase zeigte sich, wie weit McMichens musikalischer Geschmack von dem seiner Zeitgenossen abwich.
Die Besetzung der Home Town Boys variierte stark. Noch im selben Jahr stieß der Sänger und Gitarrist Riley Puckett zu McMichen und trat oft mit ihnen auf WSB auf. Weitere Mitglieder waren Lowe Stokes und später auch Bob und Robert „Punk“ Stephens. Die Radioauftritte der Band kamen bei den Zuhörern gut an und man erhielt immer wieder Zuspruch vom Publikum.
Auf einer Fiddlers Convention im August 1923 in Macon, Georgia, belegten die Home Town Boys jeweils die vorderen Plätze. Während Riley Puckett den ersten und Mike Whitten den zweiten Platz im Gitarren-Wettbewerb machten, Ted Hawkins „top banjoist“ wurde und Charles Whitten den dritten Platz im Fiddle-Wettbewerb belegte, konnte McMichen sich auf den ersten Platz spielen. Auf dieser Veranstaltung erhielt McMichen auch den Beinamen The North-Georgia Wildcat.
McMichen und die Home Town Boys wurden zwischen 1922 und 1926 eine der beliebtesten Gruppen auf WSB und waren regelmäßig dort zu hören, auch wenn die Anzahl ihrer Auftritte mit der Zeit abnahm. Am 7. Juli 1925 machten die Home Town Boys für das Label OKeh Records im Columbia Studio in Atlanta ihre ersten Aufnahmen mit Alabama Jubilee, Bully of the Town, Silver Bell und Sweet Bunch of Daisies. Die Besetzung bestand bei dieser Session aus Clayton McMichen (Fiddle), Lowe Stokes (Fiddle), Robert „Punk“ Stevens, Sr. (Banjo), und Robert Stevens, Jr. (Klarinette). Der Gebrauch einer Klarinette stellte wieder einen Bezug zum Jazz und anderer Populär-Musik her, die McMichen bevorzugte. Stokes war kein regelmäßiges Mitglied der Band, sondern spielte auf diesen Songs nur Gitarre, da er ein guter Freund McMichens war und bereits eine Zeit lang bei ihm gewohnt hatte.
McMichens erste OKeh-Platten verkauften sich nicht gut und es blieben seine einzigen bei diesem Label. Die Home Town Boys spielten danach seltener zusammen, vor allem auch aufgrund von Robert Stephens Tod. Die Band wurde auf dem Weg zu einer Show in einen Autounfall verwickelt; während sich die Mitglieder allesamt aus dem Auto retten konnten, sah es erst so aus, als ob niemand ernsthaft verletzt war. Doch im selben Augenblick fiel Stephens zu Boden und starb auf der Stelle – sein Genick war gebrochen. Stephens’ Vater Robert Sr. kam nie über diesen Verlust hinweg.

### 1926–1930: McMichen und die Skillet Lickers

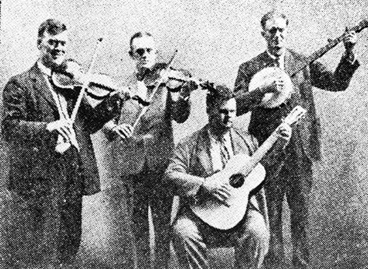
Die Skillet Lickers: Gid Tanner, Clayton McMichen, Riley Puckett (sitzend), Fate Norris (v. l. n. r.)

Im April 1926 wurde von Frank Walker, Leiter von Columbia Records’ Old-Time Tunes-Abteilung, eine neue Stringband zusammengestellt, die neben McMichen die Musiker Riley Puckett (Gitarre), Gid Tanner (Fiddle), Fate Norris (Banjo) und McMichens Schwager Bert Layne (Fiddle) als Mitglieder hatte. Umso paradoxer erscheint es, dass diese Gruppe in den nächsten Jahren vor allem durch ihre traditionellen Fiddle-Stücke bekannt wurde, was McMichen missfiel und immer wieder zu Streitigkeiten führte. Bereits die erste Single Bully of the Town / Pass Around the Bottle wurde zu einer der meistverkauften Platten des Jahrzehnts, gefolgt von weiteren Hits. Umso schlimmer war es für McMichen, dass sein Name nicht auf den Platten zu lesen war, denn Frank Walker nannte seine neue „Supergroup“ Gid Tanner and his Skillet Lickers (mit dem Zusatz „with Riley Puckett“ auf den Plattenetiketten). McMichen schrieb 1958 zu dem Musikforscher John Edwards: “I finally raised so much hell about it that Frank B. Walker put my name on all the records but the damage had already been done and Gid was starting to be known as the greatest old time fiddler in the country.” Fortan wurden die Platten unter dem Namen Gid Tanner and his Skillet Lickers with Riley Puckett & Clayton McMichen veröffentlicht.
Zeitgleich mit dem Beginn der Skillet Lickers begann McMichen auch, als Leiter seiner eigenen Gruppe, den Melody Men, Platten für Columbia einzuspielen. Die Besetzung variierte, setzte sich oftmals aber aus drei Fiddlen – zumeist Bert Layne, Lowe Stokes und McMichen –, dem Klarinettisten „Stranger“ Melone und Riley Puckett an der Gitarre zusammen. McMichen schaffte es schließlich, Frank Walker davon zu überzeugen, „Hillbilly-Versionen“ von Pop-Songs aufzunehmen, auch wenn Walker weiterhin skeptisch blieb. Pop-Bands hätte er genug finden können, dazu brauchte er keine ländlichen Fiddler. Doch bereits die erste Single unter dem Namen Clayton McMichen & His Melody Men, Let Me Call You Sweetheart / Sweet Bunch of Daisies, verkaufte sich über 100.000 Mal, was für damalige Verhältnisse eine enorme Zahl darstellte. An die Verkäufe der Skillet Lickers, die teilweise 200.000 abgesetzte Exemplare überstiegen, konnte McMichen aber nicht ranreichen.
Bis 1931 war McMichen für Columbia unter Vertrag und konnte weitere Hits erzielen. Trotzdem bestand Frank Walker darauf, dass McMichen weiterhin Old-Time-Songs aufnahm. Unter den Pseudonymen „Bob Nichols“ und „Oscar Ford“ sowie unter den Bandnamen McMichen-Layne String Orchestra (McMichen, Bert Layne, Riley Puckett) und Georgia Organ Grinders (McMichen, Bert Layne, Lowe Stokes, Fate Norris, Melvin Dupree, Dan Hornsby) veröffentlichte er auch zahlreiche Platten.

### 1930–1936: Georgia Wildcats auf Tourneen
1929 lernte McMichen den Gitarristen Hoyt „Slim“ Bryant kennen. In Bryant hatte er seinen perfekten musikalischen Partner gefunden, da Bryant ebenfalls Jazz spielte, neue Akkord-Techniken beherrschte und zudem mit der traditionellen Old-Time Music vertraut war. Am 7. Dezember 1930 hielt McMichen mit seiner neuen Band, den Georgia Wildcats, die erste Session für Columbia ab. Der Name lehnte an den Spitznamen an, den McMichen 1923 bei der Fiddlers’ Convention in Macon, Georgia, bekommen hatte.
Bis 1931 trat McMichen mit den Home Town Boys auf WSB auf, verließ den Radiosender jedoch danach, weil die Leitung des Senders den Old-Time-Musikern, die dort auftraten, keinerlei Gage dafür zahlte: „We kept playing up there [WSB], goin’ up there, and we got tired of playing for nothin'. We’d quit and then go back.“ McMichen und Bryant wechselten daher Anfang 1931 zu WLW in Cincinnati, Ohio, und zu WCKY in Covington, Kentucky. Im Oktober desselben Jahres arrangierte Columbia eine letzte Session der Skillet Lickers, bei der McMichen aber nur anwesend war, da das Label ihn für seine Sessions überdurchschnittlich viel Geld bezahlte. Als Ehemann und Vater nahm er jede Gelegenheit war, um Geld zu verdienen und sagte deshalb zu.
McMichens Tage bei den Skillet Lickers waren 1931 endgültig gezählt. Nie wieder wollte er mit diesen Musikern zusammen spielen, wie er später auch in einem Interview mit Norm Cohen bestätigte: „Don’t ask my any more questions about that bunch of nothing down there in Atlanta. They were all a bunch of stab-you-in-the-back no-goods… and the more I can forget them, and the longer I can keep them forgotten, the better.“ Zusammen mit Slim Bryant (Gitarre), Bert Layne (Fiddle), Pat Berryman (Banjo) und Johnny Barfield (Gitarre) ging McMichen als Clayton McMichen and his Georgia Wildcats auf Tour durch den Süden der USA. 1931 war die Gruppe auf WLW und WCKY zu hören, ab 1932 auf KDKA in Pittsburgh und auf WTAM in Cleveland. Im Sommer 1932 wurden die Georgia Wildcats von Jimmie Rodgers, nun Superstar der Old-Time Music, zu einer Session in New Jersey eingeladen, auf Rodgers unter anderem McMichens Song Peach Pickin’ Time in Georgia und Bryants Komposition Mother, Queen of My Heart einspielte.
Während McMichen in New York City war, spielte er einige Konzerte und stellte durch Bob Miller Kontakt zur Plattenfirma Crown Records her, für die er kurz danach die ersten Stücke aufnahm. Die Besetzung der Georgia Wildcats wich hier aber bereits von der anfänglichen ab, denn Berryman und Barfield sowie Bert Layne waren ausgestiegen. Dafür waren Odie McWinders – bereits auf der Rodgers-Session vom August dabei – und Bob Miller eingebracht worden. Nach einer weiteren Session für Crown verließen McMichen und die Wildcats New York wieder New York und zogen weiter nach Louisville, wo sie auf WHAS spielten. Für Crown waren insgesamt 24 Songs eingespielt worden, die aber nicht alle auf Platte erschienen.
Im Oktober 1932 ging McMichen nach Chicago, um einem Engagement im National Barn Dance auf WLS, damals die erfolgreichste Barn Dance Show des Landes, zu folgen: „Then in October Mac went to WLS Chicago with the idea that he would bring us up in the spring after he got established“, erinnerte sich Slim Bryant in einem Interview mit Richard Matterson. Im Frühjahr, nachdem McMichen sich eine größere Popularität beim Publikum des Barn Dances aufgebaut hatte, holte er die Georgia Wildcats nach, die zu diesem Zeitpunkt immer noch auf WHAS in Louisville spielten. Die Gruppe bestand neben McMichen und Bryant aus Bert Layne und Jack Dunnigan. 1933 gastierte die Weltausstellung in Chicago, auf der McMichen und die Wildcats auftraten und zu diesem Zweck auch eine Radioshow aus einem Flugzeug moderierten, die über WLS ausgestrahlt wurde.
Nachdem sich die Weltausstellung im Herbst 1933 ihrem Ende zuneigte, wurden die Angebote weniger, sodass McMichen und Bryant nach einem kurzen Zwischenstopp bei WGY in Schenectady nach Louisville zurückkehrten. Die Georgia Wildcats wurden 1935 auch um den Bassisten Raymond „Loppy“ Bryant, Slim Bryants Bruder, und Dave Durham (Trompete/Saxophon) erweitert. Die alten Mitglieder Pat Berryman und Jack Dunnigan spielten ebenfalls in der Gruppe.
Die nächsten Jahre waren weiterhin geprägt von Auftritten bei verschiedenen Sendern, darunter KMOX in St. Louis, WCKY in Covington und WLW in Cincinnati. Im Herbst 1936 wurde McMichen von der Leitung der Grand Ole Opry aus Nashville, einer der bekanntesten Barn Dance Shows, engagiert. McMichen und die Wildcats – zu diesem Zeitpunkt ohne Slim Bryant – spielten bis zum Frühjahr 1937 in der Opry, verließen die Show aber, da das Management zu wenig zahlte und McMichen lukrativere Angebote in Aussicht hatte. Zu dieser Zeit schloss sich auch der junge Gitarrist Merle Travis den Georgia Wildcats an.

### 1937–1939: Decca Sessions

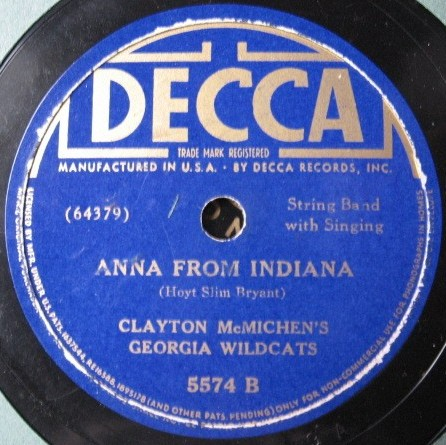
Anna from Indiana, 1937

1937 bekam McMichen einen Vertrag bei Decca Records, einem in New York City ansässigen Label, das in den Jahren zuvor stark an Relevanz auf dem US-amerikanischen Plattenmarkt gewonnen hatte. Am 27. Juli 1937 spielten McMichen und die Georgia Wildcats ihre erste Session für Decca ein. Insgesamt entstanden an diesem Tag zehn Stücke, darunter In the Pines, Bile Dem Cabbage Down und Sweet Bunch of Daisies. Letzterer war McMichens erster Erfolg bei Columbia gewesen und wurde von ihm bei seinen Radioshows in Louisville als Erkennungsmelodie genutzt. Der Stil der Wildcats hatte sich in den letzten Jahren stark zum Western Swing hin entwickelt, trotzdem spielten die Wildcats immer noch in einer traditionellen Stringband-Formation. Andere führende Western-Swing-Musiker dieser Zeit wie Bob Wills, Milton Brown oder Cliff Bruner hatten ihre Bands zu Orchestern ausgeweitet, in denen auch Schlagzeug, Bläser und Klavier zum Einsatz kamen.
McMichen und die Wildcats kehrten im Sommer 1937 für eine zweite Session in die Decca Studios zurück.
1939 hielt McMichen die letzte Session für Decca ab, während der er ausschließlich Medleys aufnahm. Insgesamt wurden in mehr oder weniger kurzer Dauer 18 verschiedene Songs eingespielt – darunter zahlreiche Old-Time-Stücke (Old Joe Clark, Shortenin’ Bread, Pretty Little Widder).

### 1940–1970: Späte Karriere in Louisville und Tod
Zwischen 1939 und 1945 reiste McMichen weiterhin umher und trat oft auf inszenierten Fiddlers’ Contests auf, meistens mit Natchee the Indian und später mit Sleepy Marlin. Diese Contests wurden von Larry Sunbroke veranstaltet und fanden großen Zuspruch beim Publikum.
McMichen ließ sich 1945 endgültig in Louisville wieder, nachdem er 14 Jahre lang durch die USA gereist war. Seine Band wandelte er in eine Dixieland-Jazz-Gruppe um, mit der er täglich auf WAVE zu hören war. Kurz nach Gründung des Georgia Wildcat Modern Dance Orchestras trennten sich Slim Bryant, Jack Dunigan und einige andere von McMichen, um ihre eigene Karriere voranzutreiben. McMichens neue Band bestand aus Orville Furrow (Saxophon/Klarinette), Eddie Reinhart (Klavier), Paul Swain (Saxophon/Klarinette/Flöte), Gene Edwards (Saxophon/Klarinette), Dave Durham (Trompete/Fiddle), Bill Swain (Bass) und Jimmie Pearson (Schlagzeug). Zusammen mit seiner Band trat McMichen in Tanzhallen in Kentucky und Indiana auf. Er blieb ein angesehener Musiker, hatte eine eigene Fernsehshow und spielte auch in den örtlichen Bars. Er selbst besaß auch eine Bar, dass Pappy McMichen in der Spring Street in Louisville. 1955 entschloss McMichen sich, der Musik den Rücken zu kehren und zog sich aus dem Musikgeschäft vorerst endgültig zurück, blieb der Musik aber verbunden.
In den 1960er-Jahren wurden McMichens Aufnahmen, vor allem seine Werke aus den 1920er-Jahren, wiederentdeckt und auch die Person McMichen selbst stand wieder im Rampenlicht. Ein junges Publikum, inspiriert durch neue Folk-Musiker wie Bob Dylan, wandten sich den alten Künstlern zu und lösten somit das Folk-Revival aus. Neben Auftritten auf zahlreichen Folk-Festivals, wie beispielsweise Bill Monroes Orange Blossom Bluegrass Festival, wurde McMichen auch einige Male interviewt und Artikel über ihn erschienen in der Fachpresse. In diesen Gesprächen mit Musikjournalisten äußerte sich immer wieder abwertend in Bezug auf die Skillet Lickers und bezeichnete sie als Hinterwäldler, die nicht hätten spielen können. Fiddler Lowe Stokes erwähnte er hinsichtlich der Skillet Lickers gar nicht.

## Diskografie
| Jahr                            | Titel                                                                               | #            | Anmerkungen                                                       |
| OKeh Records                    | OKeh Records                                                                        | OKeh Records | OKeh Records                                                      |
| ------------------------------- | ----------------------------------------------------------------------------------- | ------------ | ----------------------------------------------------------------- |
| 1925                            | Dance in the Light of the Moon / Alabama Jubilee                                    | 45022        | A-Seite von der Emmett-Aiken String Band                          |
|                                 | Ballin’ the Jack and the Nigger Blues / Bully of the Town                           | 45034        | A-Seite von Claude Watson & L. McCreighton                        |
| Columbia Records als Melody Men |                                                                                     |              |                                                                   |
| 1927                            | Let Me Call You Sweetheart / Sweet Bunch of Daisies                                 | 15111-D      |                                                                   |
|                                 | House of David Blues / Down Yonder                                                  | 15130-D      |                                                                   |
|                                 | Fiddlin' Medley / St. Louis Blues                                                   | 15190-D      |                                                                   |
|                                 | Missouri Waltz / Aloha Oe                                                           | 15202-D      |                                                                   |
|                                 | Fifty Years Ago / My Carolina Home                                                  | 15224-D      |                                                                   |
|                                 | When You and I Were Young, Maggie / Silver Threads Among the Gold                   | 15247-D      |                                                                   |
|                                 | Original Arkansas Traveler #1 / Original Arkansas Traveler #2                       | 15253-D      | mit Dan Hornsby                                                   |
|                                 | ? / Corn Licker Still in Georgia #4                                                 | 15258-D      |                                                                   |
|                                 | Home Sweet Home / Where the River Shannon Flows                                     | 15288-D      |                                                                   |
|                                 | Ain’t She Sweet / Darling Nellie Gray                                               | 15310-D      |                                                                   |
|                                 | Blind Child’s Prayer #1 / Blind Child’s Prayer #2                                   | 15333-D      |                                                                   |
|                                 | Lonesome Mama Blues / Wabash Blues                                                  | 15340-D      |                                                                   |
|                                 | ? / Daisies Won’t Tell                                                              | 15356-D      |                                                                   |
|                                 | Corn Licker Still in Georgia #5 / Corn Licker Still in Georgia #6                   | 15366-D      |                                                                   |
|                                 | When You’re Far From the One Who Loves You / Sailing on the Bay of Tripoli          | 15391-D      |                                                                   |
|                                 | Corn Licker Still in Georgia #7 / Corn Licker Still in Georgia #8                   | 15432-D      |                                                                   |
|                                 | Kickapoo Medicine Show #1 / Kickapoo Medicine Show #2                               | 15482-D      |                                                                   |
|                                 | A Night in a Blind Tiger / A Night In a Blind Tiger                                 | 15503-D      |                                                                   |
|                                 | Corn Licker Still in Georgia #9 / Corn Licker Still in Georgia #10                  | 15531-D      |                                                                   |
|                                 | Honolulu Moon / When Clouds Have Wanished                                           | 15540-D      |                                                                   |
| 1930                            | Taking the Census #1 / Taking the Census #2                                         | 15549-D      |                                                                   |
|                                 | Jeremiah Hopkins Store #1 / Jeremiah Hopkins Store #2                               | 15598-D      |                                                                   |
|                                 | Corn Licker Still in Georgia #11 / Corn Licker Still in Georgia #12                 | 15618-D      |                                                                   |
|                                 | ? / Prohibition Yes or No? #2                                                       | 15632-D      |                                                                   |
|                                 | Fiddler’s Convention in Georgia #3 / Fiddler’s Convention in Georgia #4             | 15667-D      |                                                                   |
|                                 | Bee Hunt on the Hill For Sartin Creek #1 / Bee Hunt on the Hill For Sartin Creek #2 | 15700-D      |                                                                   |
|                                 | Corn Licker Still in Georgia #13 / Corn Licker Still in Georgia #14                 | 15703-D      |                                                                   |
|                                 | When the Bloom Is on the Sage / Yum Yum Blues                                       | 15723-D      |                                                                   |
|                                 | Wild Cat Rag / Sweet Floreine                                                       | 15775-D      |                                                                   |
| Crown Records                   |                                                                                     |              |                                                                   |
|                                 | Singing an Old Hymn / Wreck of the Old 97                                           | 3384         | B-Seite von Slim Bryant                                           |
|                                 | Hog Trough Reel / Georgia Wildcat Breakdown                                         | 3385         |                                                                   |
|                                 | Back in Tennessee / Way Down in Caroline                                            | 3386         | A-Seite von Slim Bryant                                           |
|                                 | Arkansas Traveler / Ida Red                                                         | 3397         |                                                                   |
|                                 | I Don’t Love Nobody / Old Joe Clark                                                 | 3416         |                                                                   |
|                                 | Yum Yum Blues / Four Cent Cotton                                                    | 3418         | A-Seite von Slim Bryant; B-Seite von Bud Thompson                 |
|                                 | Red Wing / When the Bloom Is on the Sage                                            | 3419         | A-Seite als Joe & Bob Nichols                                     |
|                                 | Counting Cross Ties / Bummin' on the I.C. Line                                      | 3432         | B-Seite von Bud Thompson                                          |
|                                 | Blue Hills of Virginia / Little Log Cabin in the Lane                               | 3447         | als Joe & Bob Nichols (möglicherweise nicht Clayton McMichen [!]) |
| Decca Records                   |                                                                                     |              |                                                                   |
|                                 | Sweet Bunch of Daisies / Frankie and Johnnie                                        | 5418         |                                                                   |
|                                 | I Want My Rib / Yum Yum Blues                                                       | 5424         |                                                                   |
|                                 | Bile Dem Cabbage Down / Farewell Blues                                              | 5436         |                                                                   |
|                                 | Under Old Kentucky Moon / In the Pines                                              | 5448         |                                                                   |
|                                 | Georgianna Moon / Chicken Don’t Roost Too High                                      | 5491         |                                                                   |
|                                 | I’m Free a Little Bird As Can Be / Anna from Indiana                                | 5574         |                                                                   |
|                                 | Is There Still Room for Me / Alexander’s Ragtime Band                               | 5577         |                                                                   |
|                                 | I Gotta Ketchup My Setting / Only a Faded Rose                                      | 5592         |                                                                   |
|                                 | Please Don’t Sell My Pappy / Mary Lou                                               | 5601         |                                                                   |
|                                 | St. Louis Woman / I’m Gonna Learn to Swing                                          | 5614         |                                                                   |
|                                 | Whispering / Trail of Lonesome Pine                                                 | 5634         |                                                                   |
|                                 | Wang Wang Blues / Downheated Blues                                                  | 5646         |                                                                   |
|                                 | Put Your Arms Around Me Honey / Just an Old Chimney Shack                           | 5670         |                                                                   |
|                                 | What Good Will It Do / All Thru the Night                                           | 5699         |                                                                   |
|                                 | Free As a Little Bird #2 / My Gal’s a Lulu                                          | 5701         |                                                                   |
|                                 | I Cannot Tell a Lie / I Whonder Who’s Kissin' Her                                   | 5705         |                                                                   |
|                                 | Dream Trail / Jesse James                                                           | 5710         |                                                                   |
|                                 | Don’t Trouble Me / I’m Riding Trail Back Home                                       | 5714         |                                                                   |
|                                 | Lil Darling I’ll Be Yours / Rose of Shenadoah Vall                                  | 5721         |                                                                   |
|                                 | Misery on My Mind / Couldn’t Tell By the Look                                       | 5727         |                                                                   |
|                                 | Just Tell Them You Saw Me / Lily that Bloomed for Me                                | 5765         |                                                                   |
|                                 | Put On Your Old Grey Bonnet / Old Fashioned Locket                                  | 5780         |                                                                   |
|                                 | Don’t Sell Papy No More Rum / Pur Your Arms Around Me, Honey                        | 6091         |                                                                   |
| Continental Records             |                                                                                     |              |                                                                   |
|                                 | Hills of Arkansas / Free Wheelin' Hobo                                              | 3016         | A-Seite von Bob’s Boys                                            |